# 폭풍안
《폭풍안》(暴风眼)은 2021년 방송되었던 중국의 드라마이다.

## 소개
- 위험을 무릅쓰고 정의를 지키고 기술 탈취 사건을 해결하는 공안요원의 이야기를 그린 드라마

## 등장 인물
- 양미 - 안정 역
- 장빈빈 - 마상 역
- 류예린 (Wayne Liu) - 두몽 역
- 대사 (代斯) - 먀오페이 역
- 왕동 (王东) - 챠오시추안 역
- 장신 (章申) - 먀오후안양 역
- 왕효 (王骁) - 청레이 역
- 역대천 (易大千) - 허즈시안 역